# Липперсгей (лунный кратер)
Кратер Липперсгей (лат. Lippershey) — маленький ударный кратер в юго-восточной части Моря Облаков на видимой стороне Луны. Название присвоено в честь голландского оптика Иоанна Липперсгея (ок. 1570 -1619) и утверждено Международным астрономическим союзом в 1935 г.

## Описание кратера
Ближайшими соседями кратера являются кратер Вольф на западе-северо-западе; кратер Николле на севере-северо-западе; кратер Берт на севере-северо-востоке; кратер Пурбах на востоке; кратер Деландр на юго-востоке и кратер Питат на юго-западе. Селенографические координаты центра кратера 25°58′ ю. ш. 10°23′ з. д. / 25,96° ю. ш. 10,38° з. д., диаметр 6,7 км, глубина 1360 м.
Кратер Липперсгей имеет циркулярную чашеобразную форму. Вал с четко очерченной острой кромкой. Высота вала над окружающей местностью достигает 220 м, объем кратера составляет приблизительно 9 км³. По морфологическим признакам кратер относится к типу ALC (по названию типичного представителя этого класса — кратера Аль-Баттани C).

## Сателлитные кратеры

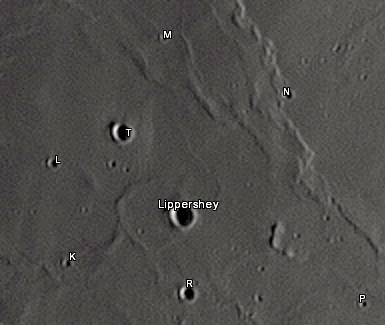
Снимок Девида Кемпбелла.

| Липперсгей | Координаты                                            | Диаметр, км |
| ---------- | ----------------------------------------------------- | ----------- |
| K          | 26°43′ ю. ш. 11°27′ з. д. / 26,72° ю. ш. 11,45° з. д. | 2,2         |
| L          | 25°46′ ю. ш. 11°47′ з. д. / 25,77° ю. ш. 11,78° з. д. | 2,6         |
| M          | 24°17′ ю. ш. 10°54′ з. д. / 24,28° ю. ш. 10,9° з. д.  | 1,8         |
| N          | 24°32′ ю. ш. 9°34′ з. д. / 24,53° ю. ш. 9,57° з. д.   | 2,7         |
| P          | 26°22′ ю. ш. 8°23′ з. д. / 26,37° ю. ш. 8,38° з. д.   | 1,9         |
| R          | 26°43′ ю. ш. 10°11′ з. д. / 26,71° ю. ш. 10,18° з. д. | 4,2         |
| T          | 25°18′ ю. ш. 11°08′ з. д. / 25,3° ю. ш. 11,13° з. д.  | 4,9         |

## См.также
- Список кратеров на Луне
- Лунный кратер
- Морфологический каталог кратеров Луны
- Планетная номенклатура
- Селенография
- Минералогия Луны
- Геология Луны
- Поздняя тяжёлая бомбардировка